# 黒部幸英
黒部幸英（くろべ ゆきひで、1958年9月7日 - ）は、日本のタレント。東京都墨田区出身。通称クロベエ。鳳神ヤツルギのヒロインなどを演じる笹丘明里は娘。

## 出演

### テレビ
- スター誕生!（日本テレビ）
中学二年生の秋、欽ちゃんコーナーの初代チャンピオンとなり、萩本欽一のアシスタントを番組で務める。
- カリキュラマシーン（日本テレビ）
- 欽ちゃんのドンといってみよう!（ニッポン放送）
- 600こちら情報部（NHK）
- 笑顔がいちばん!（TBS）
- 紅白ものまね歌合戦!（フジテレビ）
新御三家（野口五郎・西城秀樹・郷ひろみ）、前川清 他のモノマネ多数。
- ザ・スターボウリング（テレビ東京）
清水由貴子、須田開代子プロらとともに司会を担当。
もともとゲストとしてこの番組に出演していた。師匠ともいえる萩本欽一の言葉「何でも真面目にやるのが一番良いんだ」を実践し、他のゲスト出演者がボケをかましたりする中で一生懸命投球し、一人高スコアを連発。それがスタッフの目に留まり、ついには司会を任されるようになった。
- カフェシティヨコハマ（TVK）
- たてながHAMA大国（TVK）
- ぶらり!風気分（1998年4月 - 2004年3月、TVK）
- もっとぶらり!風気分（2004年4月 - 2008年3月、tvk）
- さわやか3組 2004年版（NHK教育）：主人公の父親 高橋三平役
- 6・26国際麻薬乱用撲滅デー 都民の集い（2005年）：司会進行
- ミッドナイト・ベットタウン（TOKYO MX）

### テレビドラマ
- 愛LOVEナッキー（TBS）
- 秘密のデカちゃん 第7話「署長マッサオ! 娘15の結婚宣言」（1981年、TBS）
- 女の手記（テレビ東京）
- いい女（TBS）
- 悦子逆転～台風かあさん奮戦記～（1982年）
- だんなさまは18歳 第18話「来た! 秘密最後の日」（1983年、TBS）
- 恋する日曜日・ニュータイプ（BS-i）
- 「刑事吉永誠一 涙の事件簿5 約束の指切り」水曜ミステリー9（2007年1月、テレビ東京）
- 柳生十兵衛七番勝負（NHK）
- 「恋する日曜日」LOVE ON SUNDAY：BS-i
- 木曜時代劇「陽炎の辻〜居眠り磐音 江戸双紙〜」（2007年7月、NHK）
- 「ファミリー劇場」ケータイ少女「恋のフルマラソン」スカイパーフェクTV!
- あんどーなつ最終話（2008年、TBS）：菓子コンテストの司会者 役
- 三代目のヨメ!（2008年、TBS）
- 水戸黄門（TBS/C.A.L）
  - 第39部 第14話「悪事をあばく今昔の恋  -宮崎-」（2009年）
  - 第43部 第17話「疑惑に満ちた雨の宿 -木更津-」（2011年11月14日）：番頭 役
- 連続テレビ小説「つばさ」（2009年、NHK）
- 土曜ワイド劇場「特ダネ（秘）記者！嘉門公平の殺人取材」（2009年9月、テレビ朝日）
- 月曜ゴールデン「万引きGメン・二階堂雪18 緊急遺言」（2009年8月、TBS）
- 月曜ゴールデン「駅弁刑事・神保徳之助4」（2010年5月、TBS）：飯塚俊夫 役
- 土曜時代劇「隠密八百八町」 第2話「結成! 隠密組」（2011年1月15日、NHK）：清二郎 役
- 水曜ミステリー9「ドクターブライダル」（2013年、テレビ東京）
- パナソニック ドラマシアター「ハンチョウ6」（TBS）
- 金曜プレステージ「鬼刑事 米田耕作2」（フジテレビ）
- 月曜ゴールデン「警視庁南平班〜七人の刑事〜7」（2014年6月2日、TBS）：鬼塚省三 役
- 月曜ゴールデン「税務調査官・窓際太郎の事件簿28」（2015年1月26日、TBS）
- クイズ！脳ベルSHOW（2017年1月23日・1月24日、2020年8月10日・8月11日、BSフジ）

### ラジオ
- おしゃべりキャンパスメイト（STVラジオ）
- 飛び出せ！RF-4（JORF）
- 天下御免の日曜日（MROラジオ）
- ヨコハマミュージックフォーラム（JORF）

### 映画
- 花の高2トリオ 初恋時代（1975年8月2日、東宝・ホリプロダクション・サンミュージック）
- エデンの海 （東宝）
- ふりむけば愛（東宝）
- ときめき海岸物語 （東宝）